# راديساف تشورتشيتش
راديساف تشورتشيتش (بالعبرية: ראדיסאב צ'ורצ'יץ'‏) مواليد 26 سبتمبر 1965 في تشاتشاك، جمهورية يوغوسلافيا الاشتراكية الاتحادية، هو لاعب كرة سلة صربي معتزل. بدأ مسيرته الاحترافية في سنة 1986. يبلغ طوله 6 قدم 9 بوصة (2.1 م). حقق المركز الأول في بطولة كأس العالم لكرة السلة 1990. اعتزل اللعب في 2002.

## المسيرة الاحترافية
لعب مع نادي أوليمبيا لكرة السلة من سنة 1987 إلى 1992، ثم لعب مع دالاس مافيريكس في موسم 1992–1993، ثم لعب مع دينامو باسكت ساساري في الدوري الإيطالي في موسم 1993–1994، ثم لعب مع فنربخشة لكرة السلة في الدوري التركي في موسم 1999–2000، ثم لعب مع مكابي تل أبيب لكرة السلة من سنة 2000 إلى 2002.

## الميداليات
| الميدالية | المسابقة                         |
| --------- | -------------------------------- |
| ذهبية     | بطولة كأس العالم لكرة السلة 1990 |

## روابط خارجية
- راديساف تشورتشيتش على موقع الاتحاد الدولي لكرة السلة (الإنجليزية)
- راديساف تشورتشيتش على موقع إن بي أي (الإنجليزية)
- راديساف تشورتشيتش على موقع سبورتس رفرنس (الإنجليزية)
- راديساف تشورتشيتش على موقع كرة السلة الأوروبية.كوم (الإنجليزية)
- راديساف تشورتشيتش على موقع ريلجم (الإنجليزية)
- راديساف تشورتشيتش على موقع بروبوليرز (الإنجليزية)
- راديساف تشورتشيتش على موقع سبورتس رفرنس (الإنجليزية)